# Трансильмания
«Трансильмания» (англ. Transylmania) — американский комедийный фильм ужасов 2009 года, режиссёров Дэвида и Скотта Хилленбрэндов. Продолжение фильмов «Переполох в общаге» (2003) и «Переполох в общаге 2» (2006).

## Сюжет
В прошлом Трансильвания кишела вампирами. Больше всего местные жители боялись вампиров из замка Разван, лидером которых был Раду. Раду очень любил смертную женщину по имени Стефания. Охотник на вампиров Виктор ван Слоан хитростью заставил Стефанию открыть заколдованную музыкальную шкатулку, которая засосала в себя её душу. Раду поместил тело Стефании в гробницу, а сам отправился на поиски этой шкатулки, чтобы освободить душу своей любимой. Поиски шкатулки растянулись на многие века.
В наши дни Расти из университета Биллингсли знакомится через интернет с симпатичной румынской студенткой Драгутой. Он очень хочет встретиться с ней лично. Расти подговаривает своих друзей ехать учиться по обмену на один семестр в Румынию в университет Разван, расположенный в старинном замке.
В Румынии оказывается, что у Драгуты есть большой горб и вообще она дочь декана-карлика Флока. Декан в свою очередь похищает одну из американских студенток, чтобы расчленить её и использовать её тело для своей дочери. Тем временем Ньюмар покупает у цыганки заколдованную шкатулку и дарит её Линн, с которой теперь встречается. Линн открывает эту шкатулку и дух Стефании входит в неё. В замок возвращается вампир Раду со своими слугами. Теодора ван Слоан, одна из преподавательниц университета, на самом деле потомственная охотница на вампиров. Она ожидает Раду, чтобы расправиться с ним. Путаницы всей этой истории добавляет то, что Расти очень похож на Раду.

## В ролях
- Патрик Кавано — Пит
- Джеймс Дебелло — Клифф Ричардс
- Тони Денмен — Ньюмар
- Ирена Хоффман — Драгута Флока
- Пол Хэнсен Ким — Вонг
- Дженнифер Лайонс — Линн
- Орен Скуг — Расти / Раду
- Дэвид Стейнберг — декан Флока
- Мусетта Вандер — Теодора ван Слоан
- Патрик Кейси — Майк
- Натали Гарза — Лиа
- Николь Гарза — Денни
- Джош Миллер — Брэди

## Производство и выпуск
Фильм был снят в Румынии в Замке Корвинов. Первый «Переполох в общаге» провалился в прокате и «Переполох в общаге 2» создатели выпустили сразу на DVD. Третий фильм было решено снова запускать в кинотеатры. Он имел отличное от двух предыдущих фильмов название и использовал популярную в тот момент вампирскую тему. Картина вышла на экраны 4 декабря 2009 года. Фильм ожидал кассовый провал. В первую неделю фильм собрал $264 тыс., хотя был запущен в 1007 кинотеатрах. В общем итоге было собрано за две недели проката менее $400 тыс. В 2012 году инвесторы обвинили создателей фильма в мошенничестве и подали на них в суд. Как оказалось ими было вложено в фильм порядка $22 млн.

## Критика
Критики крайне негативно приняли картину. На сайте Rotten Tomatoes рейтинг свежести фильма 0 % на основе 21 отзыва. На сайте Metacritic у фильма 8 баллов из 100 на основе 10 рецензий. По описанию газеты Los Angeles Times: «это идиотская комедия про колледж с вампиршами топлес, одетыми в кожу охотницами на вампиров и похотливыми, пыхтящими травкой американскими студентами по обмену неопределенного возраста».